# Giorgio Agamben
Giorgio Agamben (Roma, 22 aprile 1942) è un filosofo italiano. Ha scritto diverse opere che spaziano dall'estetica alla filosofia politica, dalla linguistica alla storia dei concetti, proponendo interpretazioni originali di categorie come forma di vita, homo sacer, stato di eccezione e biopolitica. La sua opera è studiata in tutto il mondo.

## Biografia
Nato a Roma da famiglia abruzzese, forse di origine armena, si laurea in giurisprudenza nel 1965 con una tesi su Simone Weil (non pubblicata). A Roma negli anni sessanta frequenta con intensità Elsa Morante, Pier Paolo Pasolini (interpreta l'apostolo Filippo nel film Il Vangelo secondo Matteo), Ingeborg Bachmann. Nel 1966 e nel 1968 partecipa ai seminari di Martin Heidegger su Eraclito e Hegel a Le Thor. Nel 1974 si trasferisce a Parigi, dove frequenta Pierre Klossowski, Guy Debord, Italo Calvino e altri intellettuali, mentre insegna all'Università Haute-Bretagne. L'anno seguente lavora a Londra, mentre dal 1986 al 1993 dirige il Collegio internazionale di filosofia a Parigi, frequentando, tra gli altri, Jean-Luc Nancy, Jacques Derrida e Jean-François Lyotard. Dal 1988 al 2003 insegna presso le Università degli Studi di Macerata e di Verona, e dal 2003 al 2009 presso l'Istituto Universitario di Architettura (IUAV) di Venezia.
All'inizio del 2004 ha rinunciato a tenere un corso all'Università di New York, dove era stato invitato, per protesta contro le nuove regole sull'ingresso degli stranieri negli Stati Uniti d'America che prevedono l'obbligo di essere schedati e di lasciare le impronte digitali. In precedenza era stato professore invitato in altre istituzioni, tra cui l'Università Northwestern, l'Università Heinrich Heine di Düsseldorf e la European Graduate School di Saas-Fee. In seguito «si è dimesso dall'insegnamento di Filosofia teoretica presso lo IUAV di Venezia». Ha diretto la collana Quarta prosa presso l'editore Neri Pozza e organizzato un seminario annuale presso l'Università di Parigi Saint-Denis. Dall'inizio degli anni novanta collabora con la casa editrice Quodlibet, fondata da alcuni suoi allievi.
Tra gli autori che ha studiato e proposto: Walter Benjamin, Jacob Taubes, Alexandre Kojève, Michel Foucault, Carl Schmitt, Aby Warburg, Paolo di Tarso, ma anche Furio Jesi, Enzo Melandri e in genere trattando temi di filosofia politica (in particolare i concetti di stato di emergenza, esodo, sovranità e biopolitica), mistica cristiana ed ebraica, angelologia, storia dell'arte e letteratura. Collabora con "aut-aut", "Cultura tedesca" e con diverse altre riviste di filosofia. In occasione della laurea honoris causa in teologia presso l'Università di Friburgo il 13 novembre 2012 ha pronunciato la conferenza Mysterium iniquitatis, poi tradotta in Il mistero del male (2013). Nel 2006 ha ricevuto il Premio europeo Charles Veillon per la saggistica e nel 2018 il Premio Nonino "Maestro del nostro tempo".

## Vita privata
È stato sposato con la scrittrice Ginevra Bompiani.

## Pensiero
Il pensiero di Giorgio Agamben, benché caratterizzato da una omogeneità di fondo, può essere per comodità suddiviso in due momenti distinti. A fare da spartiacque è un testo fondamentale: Homo sacer. Il potere sovrano e la nuda vita, il quale si inscrive nelle tematiche e nel dibattito sollevati dalle ricerche di Foucault attorno al biopotere, indagando il rapporto fra diritto e vita e le dinamiche dei modelli di sovranità. All'origine della comunità politica, per Agamben, non c'è uno stato di natura come credevano Thomas Hobbes e John Locke, ma una paradossale "esclusione inclusiva": la zoé (vita naturale) viene esclusa dalla comunità politica, divenendo così centrale nella città moderna. Il potere politico (tanto antico quanto moderno) attua un controllo biopolitico degli uomini attraverso la gestione della nuda vita degli individui la cui mera esistenza biologica diventa preda del giurista, del burocrate, dell'esperto. La politica, come aveva intuito Michel Foucault, si trasforma in biopolitica, in gestione della nuda vita dei corpi. L'epistemologia di Giorgio Agamben s'ispira agli studi sull'analogia di Enzo Melandri e all'archeologia di Michel Foucault, due autori che si ritrovano spesso nelle sue opere.
La prima riflessione agambeniana predilige tematiche estetiche, in particolar modo letterarie, nel contesto di un grande confronto con il pensiero di Martin Heidegger − che ha conosciuto personalmente partecipando ai seminari estivi tenuti in Provenza nel 1966 e 1968 − e con quello di un altro filosofo a lui caro: Walter Benjamin, autore del quale curò la prima edizione italiana delle opere complete per Einaudi, ritrovando anche un discreto numero di testi inediti (tra cui quelli nascosti e conservati da Georges Bataille alla Biblioteca nazionale di Francia e riscoperti da Agamben nel 1981 tra le carte di Bataille presenti nella biblioteca). I suoi studi hanno riguardato varie tematiche, dal linguaggio alla metafisica, approfondendo il significato dell'esperienza del linguaggio e dei suoi limiti, dall'estetica, indagando le relazioni intercorrenti fra filosofia ed arte chiedendosi se quest'ultima permetta una differente espressione del linguaggio rispetto alla prima, all'etica, affrontando il tema della testimonianza in relazione all'esperienza dei lager nazisti.
Per illustrare la sua concezione della "nuda vita" vale infine quanto scritto in un articolo pubblicato in data 17 marzo 2020 intitolato Chiarimenti:
Nei molteplici interventi sul blog Quodlibet, Agamben sostiene che la pandemia di COVID-19 sia un'"invenzione" e abbia dato vita a una gestione governativa emergenziale per la quale sarebbero stati sospesi molti diritti liberali. La sua posizione contro l'obbligatorietà del vaccino e la supposta "schedatura" dei soggetti vaccinati (posizione alla quale hanno aderito Cacciari e Vattimo) sarebbe volta a contrastare una presunta "dittatura sanitaria". Il filosofo sostiene di non muoversi su una linea antiscientista ma di mettere in evidenza cosa si intenda col concetto di "biopolitica". Ha ritenuto l'opposizione alle norme contro il COVID-19 come una necessaria resistenza alla dittatura sanitaria globale, la quale sarebbe volta ad eliminare e controllare le persone con mezzi più subdoli, cavalcando la paura e l'ignoranza .

## Homo sacer
A partire dal concetto latino di homo sacer, la sua ricerca principale si svolge nei seguenti volumi (ripresi nell'edizione definitiva: Homo Sacer. Edizione integrale (1995-2015), 2018):
- I. Homo sacer. Il potere sovrano e la nuda vita, 1995
- II,1. Stato d'eccezione, 2003
- II,2. Stasis. La guerra civile come paradigma politico, 2015
- II,3. Il sacramento del linguaggio. Archeologia del giuramento, 2008
- II,4. Il regno e la gloria. Per una genealogia teologica dell'economia e del governo, 2009[23]
- II,5. Opus Dei. Archeologia dell'ufficio, 2012
- III. Quel che resta di Auschwitz. L'archivio e il testimone, 1998
- IV,1. Altissima povertà. Regole monastiche e forma di vita, 2011
- IV,2. L'uso dei corpi, 2014

## Filmografia

### Sceneggiatura
- Orlando Ferito - Roland blessé, regia di Vincent Dieutre (2013) - documentario (sceneggiatura e dialoghi di Camille de Toledo, Giulio Minghini, Vincent Dieutre, a partire da testi di Pier Paolo Pasolini, Giorgio Agamben e Georges Didi-Huberman)

### Attore
- Il Vangelo secondo Matteo, regia di Pier Paolo Pasolini (1964)

## Opere
- Jarry o la divinità del riso, in Alfred Jarry, Il supermaschio, trad. G. Agamben, Milano: Bompiani, 1967, pp. 147–57 (poi Milano: SE, 1999)
- André Breton e Paul Éluard, L'immacolata concezione, trad. G. Agamben, Milano: Forum, 1968 (poi Milano: ES, 1997).
- L'uomo senza contenuto, Milano: Rizzoli, 1970 (poi  Macerata: Quodlibet, 1994). (contiene: «La cosa più inquietante», «Frenhofer e il suo doppio», «L'uomo di gusto e la dialettica della lacerazione», «La camera delle meraviglie», «Les jugements sur la poésie ont plus de valeur que la poésie», «Un nulla che annienta se stesso», «La privazione è come un volto», «Poiesis e praxis», «La struttura originale dell'opera d'arte», «L'angelo malinconico»)
- José Bergamin, in José Bergamín, Decadenza dell'analfabetismo, trad. Lucio D'Arcangelo, Milano: Rusconi, 1972, pp. 7–29 (n.ed. Milano: Bompiani, 2000)
- La notte oscura di Juan de la Cruz, in Juan de la Cruz, Poesie, trad. G. Agamben, Torino: Einaudi, 1974, pp. V-XIII
- Stanze. La parola e il fantasma nella cultura occidentale, Torino, Einaudi, 2011  [1977], ISBN 978-88-06-20602-4. (contiene: «Prefazione», «I fantasmi di Eros», «Nel mondo di Odradek. L'opera d'arte di fronte alla merce», «La parola e il fantasma. La teoria del fantasma nella poesia d'amore del '200», «L'immagine perversa. La semiologia dal punto di vista della Sfinge»)
- Marcel Griaule, Dio d'acqua, trad. G. Agamben, Milano: Bompiani, 1978
- Infanzia e storia. Distruzione dell'esperienza e origine della storia, Torino, Einaudi, 2001  [1978], ISBN 88-06-13940-1. (contiene: «Infanzia e storia. Saggio sulla distruzione dell'esperienza», «Il paese dei balocchi. Riflessioni sulla storia e sul gioco», «Tempo e storia. Critica dell'istante e del continuo», «Il principe e il ranocchio. Il problema del metodo in Adorno e in Benjamin», «Fiaba e storia. Considerazioni sul presepe», «Programma per una rivista»)
- Gusto, in Ruggiero Romano (a cura di), Enciclopedia Einaudi, vol. 6, Torino: Einaudi, 1979, pp. 1019–38
- L'io, l'occhio, la voce, in Paul Valéry, Monsieur Teste, trad. Libero Salaroli, Milano: Il Saggiatore, 1980, pp. 9–24 (nuova ed. Milano: SE; poi in La potenza del pensiero, pp. 90–106)
- Il linguaggio e la morte. Un seminario sul luogo della negatività, Torino: Einaudi, 1982 (ristampato Einaudi, 2008)
- La fine del pensiero, Paris: Le Nouveau Commerce, 1982
- Un importante ritrovamento di manoscritti di Walter Benjamin, in «aut-aut», 189-190 (numero intitolato «Paesaggi benjaminiani»), Firenze: La Nuova Italia, maggio-agosto 1982, pp. 4–6
- La trasparenza della lingua, in «Alfabeta», 38-39, Milano: Coop. Intrapresa, luglio-agosto 1982, pp. 3–4
- Il viso e il silenzio, in Ruggero Savinio, Opere 1983, Milano: Philippe Daverio, 1983
- Il silenzio del linguaggio, in Paolo Bettiolo (a cura di), Margaritae, Venezia: Arsenale, 1983, pp. 69–79
- Idea della prosa, Milano: Feltrinelli, 1985 (poi  Macerata: Quodlibet, 2002). (contiene: «Soglia», «I: Idea della materia, Idea della prosa, Idea della censura, Idea della vocazione, Idea dell'Unica, Idea del dettato, Idea della verità, Idea della Musa, Idea dell'amore, Idea dell'immemorabile», «II: Idea del potere, Idea del comunismo, Idea della giustizia, Idea della pace, Idea della vergogna, Idea dell'epoca, Idea della musica, Idea della felicità, Idea dell'infanzia, Idea del giudizio universale», «III: Idea del pensiero, Idea del nome, Idea dell'enigma, Idea del silenzio, Idea del linguaggio, Idea della luce, Idea dell'apparenza, Idea della gloria, Idea della morte, Idea del risveglio», «Soglia. Kafka difeso contro i suoi interpreti»)
- Quattro glosse a Kafka, in «Rivista di estetica», XXVI, 22, Torino: Rosenberg & Sellier, 1986, pp. 37–44
- La passione dell'indifferenza, in Marcel Proust, L'indifferente, trad. Mariolina Bongiovanni Bertini, Torino: Einaudi, 1987, pp. 7–22
- Su Le livre du partage, in «Metaphorein», IX, 1, 1987, pp. 43–47
- Il silenzio delle parole, in Ingeborg Bachmann, In cerca di frasi vere, trad. Cinzia Romani, Bari: Laterza, 1989, pp. V-XV
- Sur Robert Walser, in «Détail», Paris: Pierre Alféri et Suzanne Doppelt (l'Atelier Cosmopolite de la Fondation Royaumont), autunno 1989, pp. 17–25
- La comunità che viene, Torino: Einaudi, 1990 (nuova edizione Torino: Bollati Boringhieri) (contiene: «La comunità che viene: Qualunque, Dal Limbo, Esempio, Aver luogo, Principium individuationis, Agio, Maneries, Demonico, Bartebly, Irreparabile, Etica, Collants Dim, Aureole, Pseudonimo, Senza classi, Fuori, Omonimi, Schechina, Tienanmen», «L'irreparabile»)
- Disappropriata maniera, in Giorgio Caproni, Res amissa, a cura di G. Agamben, Milano: Garzanti, 1991 (poi in Categorie italiane, pp. 89-103)
- Kommerell o del gesto, in Max Kommerell, Il poeta e l'indicibile, Genova: Marietti, 1991, pp. VII-XV (poi in La potenza del pensiero, pp. 237–49)
- Bartleby, la formula della creazione, Macerata: Quodlibet, 1993. (contiene: Gilles Deleuze, Bartebly o la formula trad. Stefano Verdicchio; G. Agamben, Bartebly o della contingenza: Lo scriba o della creazione, La formula o della potenza, L'esperimento o della decreazione»)
- Nota introduttiva a: René, Il testamento della ragazza morta, trad. Daniela Salvatico Estense, Macerata: Quodlibet, 1994, pp. 7–8
- Maniere del nulla, in Robert Walser, Pezzi in prosa, trad. Gino Giometti, Macerata: Quodlibet, pp. 7–11
- Il dettato della poesia, in Antonio Delfini, Poesie della fine del mondo e poesie escluse, a cura di Daniele Garbuglia, Macerata: Quodlibet, 1995, pp. VII-XX (poi in Categorie italiane, pp. 79-88
- Homo sacer. Il potere sovrano e la nuda vita, Torino: Einaudi, 1995 (ristampa 2008) (contiene: «Introduzione», «Logica della sovranità», «Homo sacer», «Il campo come paradigma biopolitico del moderno», «Bibliografia»)
- Il talismano di Furio Jesi, in Furio Jesi, Lettura del Bateau ivre di Rimbaud, Macerata: Quodlibet, 1996, pp. 5–8
- Mezzi senza fine. Note sulla politica, Torino: Bollati Boringhieri, 1996 (contiene: «Avvertenza», «I: Forma-di vita, Al di là dei diritti dell'uomo, Che cos'è un popolo?, Che cos'è un campo?», «II: Note sul gesto, Le lingue e i popoli, Glosse in margine ai Commentari sulla società dello spettacolo, Il volto», «III: Polizia sovrana, Note sulla politica, In questo esilio. Diario italiano 1992-94»)
- Per una filosofia dell'infanzia, in Franco La Cecla, Perfetti e indivisibili, Milano: Skira, 1996, pp. 233–40
- Categorie italiane. Studi di poetica, Venezia, Marislio, 1996, ISBN 88-317-6378-4. (contiene: «Premessa», «Comedia», «Corn. Dall'anatomia alla poetica», «Il sogno e della lingua», «Pascoli e il pensiero della voce», «Il dettato della poesia», «Disappropriata maniera», «La festa del tesoro nascosto», «La fine del poema», «Un enigma della Basca», «La caccia della lingua», «I giusti non si nutrono di luce», «Il congedo della tragedia»). Nuova edizione (Roma-Bari: Laterza, 2010), accresciuta di otto testi e con un nuovo sottotitolo: Studi di poetica e di letteratura.
- Verità come erranza, in «Paradosso», 2-3 (numero intitolato «Sulla verità», a cura di Massimo Dona), Padova: Il Poligrafo, 1998, pp. 13–17
- Image et mémoire, Paris: Hoëbeke, 1998 (contiene: «Aby Warburg et la science sans nom», «L'origine et l'oubli. Parole du mythe et parole de la littérature», «Le cinéma de Guy Debord», «L'image immémoriale»)
- Quel che resta di Auschwitz. L'archivio e il testimone. Homo sacer. III, Torino: Bollati Boringhieri, 1998 (contiene: «Avvertenza», «Il testimone», «Il musulmano», «La vergogna o del soggetto», «L'archivio e la testimonianza», «Bibliografia»)
- Introduzione, in Giorgio Manganelli, Contributo critico allo studio delle dottrine politiche del '600 italiano, Macerata: Quodlibet, 1999, pp. 7–18
- La guerra e il dominio, in «aut-aut», 293-294, Firenze: La Nuova Italia, settembre-dicembre 1999, pp. 22–3, poi anche in: Paolo Perticari (a cura di), Biopolitica minore, Roma: Manifestolibri, 2003, pp. 183–84
- Il tempo che resta. Un commento alla «Lettera ai romani», Torino: Bollati Boringhieri, 2000 (contiene: «Prima giornata. Paulos doulos christoú Iësoú», «Seconda giornata. Klëtós», «Terza giornata. Aphörisménos», «Quarta giornata. Apóstolos», «Quinta giornata. Eis auaggélion theoú», «Sesta giornata», «Soglia o tornada», «Appendice. Riferimenti testuali paolini», «Bibliografia»)
- Araldica e politica, in Viola Papetti (a cura di), Le foglie messaggere. Scritti in onore di Giorgio Manganelli, Roma: Editori Riuniti, 2000, pp. 37–45
- Un possibile autoritratto di Gianni Carchia, in «Il manifesto» (supplemento «Alias» 26), Roma, 7 luglio 2001, p. 18
- Le pire des régimes, in «Le monde», Paris, 23 marzo 2002
- The Time That Is Left, in «Epoché», VII, 1, Villanova: Villanova University, Fall 2002, pp. 1–14
- L'aperto. L'uomo e l'animale, Torino: Bollati Boringhieri, 2002 (contiene «Teromorfo, Acefalo, Snob, Mysterium disiunctionis, Fisiologia dei beati, Cognitio experimentalis, Tassonomie, Senza rango, Macchina antropologica, Umwelt, Zecca, Povertà di mondo, L'aperto, Noia profonda, Mondo e terra, Animalizzazione, Antropogenesi, Tra, Desoeuvrement, Fuori dall'essere», «Bibliografia»)
- Nota, in Ingebor Bachmann, Quel che ho visto e udito a Roma, Macerata: Quodlibet, 2002
- (con Valeria Piazza) L'ombre de l'amour, Paris: Rivages, 2003
- Stato di Eccezione. Homo sacer II, 1, Torino: Bollati Boringhieri, 2003 (contiene: «Lo stato di eccezione come paradigma di governo», «Forza di legge», «Iustitium», «Gigantomachia intorno a un vuoto», «Festa lutto anomia», «Auctoritas e potestas», «Riferimenti bibliografici»)
- Intervista a Giorgio Agamben (sullo Stato di eccezione) in Antasofia 1, Mimesis, Milano 2003.
- Genius, Roma: Nottetempo, 2004 (poi in Profanazioni, pp. 7–18)
- Il giorno del giudizio, Roma: Nottetempo, 2004 (poi in Profanazioni, pp. 25–38)
- La potenza del pensiero. Saggi e conferenze, Vicenza: Neri Pozza, 2005 (contiene: «La cosa stessa», «L'idea del linguaggio», «Lingua e storia», «Filosofia e linguistica», «Vocazione e voce», «L'io, l'occhio, la voce», «Sull'impossibilità di dire io», «Aby Warburg e la scienza senza nome», «Tradizione dell'immemorabile», «*Se. L'assoluto e l'Ereignis», «L'origine e l'oblio», «Walter Benjamin e il demonico», «Kommerell o del gesto», «Il Messia e il sovrano», «La potenza del pensiero», «La passione della fatticità», «Heidegger e il nazismo», «L'immagine immemoriale», «Pardes», «L'opera dell'uomo», «L'immanenza assoluta»)
- Profanazioni, Roma: Nottetempo, 2005 (contiene: «Genius», «Magia e felicità», «Il Giorno del Giudizio», «Gli aiutanti», «Parodia», «Desiderare», «L'essere speciale», «L'autore come gesto», «Elogio della profanazione», «I sei minuti più belli della storia del cinema»)
- Introduzione, in Emanuele Coccia, La trasparenza delle immagini. Averroè e l'averroismo, Milano: Bruno Mondadori, 1995, pp. VII-XIII
- Che cos'è un dispositivo?, Roma: Nottetempo, 2006
- L'amico, Roma: Nottetempo, 2007
- Ninfe, Torino: Bollati Boringhieri, 2007
- Il regno e la gloria. Per una genealogia teologica dell'economia e del governo. Homo sacer II, 2, Vicenza: Neri Pozza, 2007 (nuova ed. Torino: Bollati Boringhieri, 2009) (contiene: «Premessa», «I due paradigmi», «Il mistero dell'economia», «Essere e agire», «Il regno e il governo», «La macchina provvidenziale», «Angelologia e burocrazia», «Il potere e la gloria», «Archeologia della gloria» preceduti, intervallati e seguiti da Soglie, «Appendice: L'economia dei moderni», «Bibliografia»)
- Che cos'è il contemporaneo?, Roma: Nottetempo, 2008
- Signatura rerum. Sul Metodo, Torino: Bollati Boringhieri, 2008 (contiene: «Avvertenza», «Che cos'è un paradigma?», «Teoria delle segnature», «Archeologia filosofica», «Bibliografia»)
- Il sacramento del linguaggio. Archeologia del giuramento. Homo sacer II, 3, Roma-Bari: Laterza, 2008
- Nudità, Roma: Nottetempo, 2009 (contiene: «Creazione e salvezza», «Che cos'è il contemporaneo?», «K.», «Dell'utilità e degli inconvenienti del vivere fra spettri», «Su ciò che possiamo non fare», «Identità senza persona», «Nudità», «Il corpo glorioso», «Una fame da bue», «L'ultimo capitolo della storia del mondo»)
- (con Emanuele Coccia) Angeli. Ebraismo, Cristianesimo, Islam, Vicenza: Neri Pozza 2009
- La Chiesa e il Regno, Roma: Nottetempo, 2010
- (con Monica Ferrando) La ragazza indicibile. Mito e mistero di Kore, Milano: Electa Mondadori, 2010
- Altissima povertà. Regole monastiche e forma di vita. Homo sacer IV, 1, Vicenza: Neri Pozza, 2011
- Opus Dei. Archeologia dell'ufficio. Homo sacer II, 5, Torino: Bollati Boringhieri, 2012
- Il mistero del male. Benedetto XVI e la fine dei tempi, Roma-Bari: Laterza, 2013
- Pilato e Gesù, Roma: Nottetempo, 2013
- Qu'est-ce que le commandement?, Parigi: Bibliothèque Rivages, 2013
- Il fuoco e il racconto, Roma: Nottetempo, 2014
- L'uso dei corpi. Homo sacer IV, 2, Vicenza: Neri Pozza, 2014
- To Whom Is Poetry Addressed?, in "New Observations", 130, 2014, p. 11
- Stasis. La guerra civile come paradigma politico. Homo sacer II, 2, Torino: Bollati Boringhieri, 2015
- L'avventura, Roma: nottetempo, 2015
- Pulcinella ovvero Divertimento per li regazzi, Roma: nottetempo, 2015
- Che cos'è la filosofia?, Macerata: Quodlibet, 2016
- Che cos'è reale? La scomparsa di Majorana, Vicenza: Neri Pozza, 2016
- Autoritratto nello studio, Milano: Nottetempo, 2017
- Karman. Breve trattato sull'azione, la colpa, il gesto, Torino: Bollati Boringhieri, 2017
- Creazione e anarchia. L'opera nell'età della religione capitalista, Vicenza: Neri Pozza, 2017
- Homo Sacer. Edizione integrale (1995-2015), Macerata, Quodlibet, 2018
- Il Regno e il Giardino, Vicenza: Neri Pozza, 2019
- Studiolo, Collana Saggi, Torino, Einaudi, 2019.
- A che punto siamo? L'epidemia come politica, Macerata, Quodlibet, 2020
- Quando la casa brucia. Dal dialetto del pensiero, Macerata, Giometti & Antonello, 2020 (contiene «Quando la casa brucia», «Porta e soglia», «Lezione nelle tenebre», «Testimonianza e verità»)
- La follia di Hölderlin. Cronaca di una follia abitante (1806-1843), Torino: Einaudi, 2021
- Pinocchio. Le avventure di un burattino doppiamente commentate e tre volte illustrate, Torino, Einaudi, 2021, ISBN 978-88-06-24985-4.
- L'irrealizzabile. Per una politica dell'ontologia, Torino, Einaudi, 2022, ISBN 978-8806251833.
- Quel che ho visto, udito, appreso..., Torino, Einaudi, 2022, ISBN 978-8806251673.
- Filosofia prima filosofia ultima: Il sapere dell'Occidente fra metafisica e scienze, Torino, Einaudi, 2023, ISBN 978-88-06-25477-3.
- La mente sgombra, Torino, Einaudi, 2023, ISBN 978-8806251109. (contiene Profanazioni, Nudità, Il fuoco e il racconto)
- Horkos. Il sacramento del linguaggio. Archeologia del giuramento, Macerata, Quodlibet, 2023, ISBN 978-8822920850.
- La voce umana, Macerata, Quodlibet, 2023, ISBN 978-8822921017.
- L'ultima mano all'ebbrezza, Pesaro, Portatori d'acqua, 2023, ISBN 978-88-98779-14-7.
- Il corpo della lingua. Esperruquancluzelubelouzerirelu, Torino, Einaudi, 2024, ISBN 978-8806263980.
- Lo Spirito e la Lettera. Sull'interpretazione delle Scritture, Vicenza, Neri Pozza, 2024, ISBN 978-8854530164.
- Quaderni. Vol. I. 1972-1981, Macerata, Quodlibet, 2024, ISBN 978-8822922281.

### Esplicative
1. ↑  Con Italo Calvino e Claudio Rugafiori tra il 1974 e il 1976 Agamben progetta una rivista mai venuta alla luce. Alcuni materiali di quel progetto sono raccolti nei suoi Categorie italiane e Infanzia e storia, pp. 141-152 (Programma per una rivista), nonché in  Italo Calvino, Lezioni americane: sei proposte per il prossimo millennio, Milano, Garzanti, 1988, ISBN 88-11-59815-X.
2. ↑  Affermazione sempre riportata sulla quarta di copertina dei libri di Agamben editi da Bollati Boringhieri e Neri Pozza dal 2011 al 2016
3. ↑  Agamben ha diretto per qualche tempo l'edizione delle opere complete presso Einaudi, prima di abbandonare il progetto per contrasti con la casa editrice. Vedi la lettera del 13 novembre 1996,  CARO GIULIO CHE TRISTEZZA QUESTA EINAUDI - la Repubblica.it, su Archivio - la Repubblica.it. URL consultato il 12 gennaio 2022.
4. ↑  Agamben lavora per il Warburg Institute di Londra negli anni 1974-75, su invito di Frances Yates, producendo alcuni saggi poi pubblicati in Stanze

### Bibliografiche
1. ↑   Adriano Sofri intervista Giorgio Agamben (1985), su TOMMASO ARIEMMA, Filosofo e docente, 14 ottobre 2012. URL consultato il 16 febbraio 2025.
2. ↑   Giorgio Agamben - Enciclopedia, su www.riflessioni.it. URL consultato il 16 febbraio 2025.
3. ↑  Al quale si rivolge con L'amico, Nottetempo, Roma 2007.
4. ↑   Giorgio Agamben, se lo stato sequestra il tuo corpo, in La Repubblica, 8 gennaio 2004. URL consultato il 18 ottobre 2021.
5. ↑   Karen W. Arenson, In Protest, Professor Cancels Visit To the U.S., in New York Times, 17 gennaio 2004. URL consultato il 18 ottobre 2021.
6. ↑   la pagina (archiviato dall'url originale il 1º agosto 2012). sul sito della scuola.
7. ↑  (FR) Amine Benabdallah, Une réception de Carl Schmitt dans l'extrême-gauche: La théologie politique de Giorgio Agamben, 2007, DOI:10.13140/RG.2.1.2065.4965/1. URL consultato il 12 agosto 2024.
8. ↑  Altri autori di cui si è occupato sono Charles Baudelaire, Robert Walser, Paul Valéry, Antonio Delfini, Giorgio Manganelli, Max Kommerell, Elsa Morante, Giovanni Pascoli, Victor Segalen, Giorgio Caproni, Patrizia Cavalli, Marcel Proust, Arnaut Daniel.
9. ↑   Paolo Vernaglione, TEOLOGIA - Il «Mistero del male» di Giorgio Agamben. Fuga dal tempo del dominio [collegamento interrotto], in il manifesto, 29 maggio 2013,  p. 11. URL consultato il 5 giugno 2013.
10. ↑   Lettera ad H. Arendt, 1970. (The Hannah Arendt Papers at the Library of Congress).
11. ↑   Roberto Gilodi, Benjamin - Uno «straccivendolo» alla ricerca capillare dei rifiuti di Baudelaire, in Alias, Roma, il manifesto, 24 marzo 2013,  p. 3. URL consultato il 1º aprile 2013.
12. ↑   Giorgio Agamben, su iep.utm.edu.
13. ↑   G.Agamben, Chiarimenti.
14. ↑   Giorgio Agamben, L'invenzione di un'epidemia, in Quodlibet, 26 febbraio 2020. URL consultato il 22 febbraio 2022.
15. ↑   Redazione, Massimo Cacciari, Giorgio Agamben - A proposito del decreto sul "green pass", su iisf.it. URL consultato l'8 agosto 2021.
16. ↑   Giorgio Agamben: “Non discutiamo le vaccinazioni ma l'uso politico del Green Pass”, su lastampa.it, 30 luglio 2021. URL consultato il 27 settembre 2021.
17. ↑  vedi: N. Tenerelli, Filosofia in gabbia e animalità liberata; in: AA. VV., Filosofia nella Pandemia, l'altro vaccino, Stilo Editrice, Bari 2020.
18. ↑   Giorgio Agamben, E se il Green Pass non fosse una conseguenza ma il fine?, in Rete Voltaire, 12 ottobre 2021,  p. 1. URL consultato il 28 ottobre 2021 (archiviato dall'url originale il 23 ottobre 2021).
19. ↑   Giorgio Agamben, Tessera verde, in Quodlibet, 19 luglio 2021.
20. ↑   Luigi Corvaglia, Sorvegliare e vaccinare: le radici post-moderne dell'ondata antiscientifica, in Micromega, 14 febbraio 2022. URL consultato il 22 febbraio 2022.
21. ↑   Donatella Di Cesare, Caro Agamben, ora dobbiamo salvare te e la filosofia dal tuo complottismo, in l'Espresso, 20 dicembre 2021. URL consultato il 22 febbraio 2022.
22. ↑  Andrea Cavalletti,  "La guerra civile, paradigma della politica" (PDF) (archiviato dall'url originale il 4 marzo 2016)., il manifesto, 1º marzo 2015, pp. 2-3.
23. ↑  Prima della pubblicazione di Stasis, questo volume era numerato II,2.